# Eystein Aslakson
Eystein Aslaksson, född cirka 1337, död 1407, var biskop i Oslo stift. Han är särskilt känd för Biskop Eysteins jordebok, en förteckning över kyrkans fastigheter i Østlandet.
Eystein var son till Aslak Steinarsson och släkten anses knuten till gården Skåne i Nykirke socken i Borre härad. Han var kanik (från 1367) och prost i Oslo, och blev 1385 vald till biskop därstädes. Våren 1386 blev han vigt samt innsatt i embetet av påven Urban VI.
1405 skickades Aslaksson till England för att förhandla om äktenskapet mellan Erik av Pommern och  Filippa av Lancaster. Han höll en predikan på engelska språket för den engelska kungen och berömdes för detta.